# Damo Suzuki

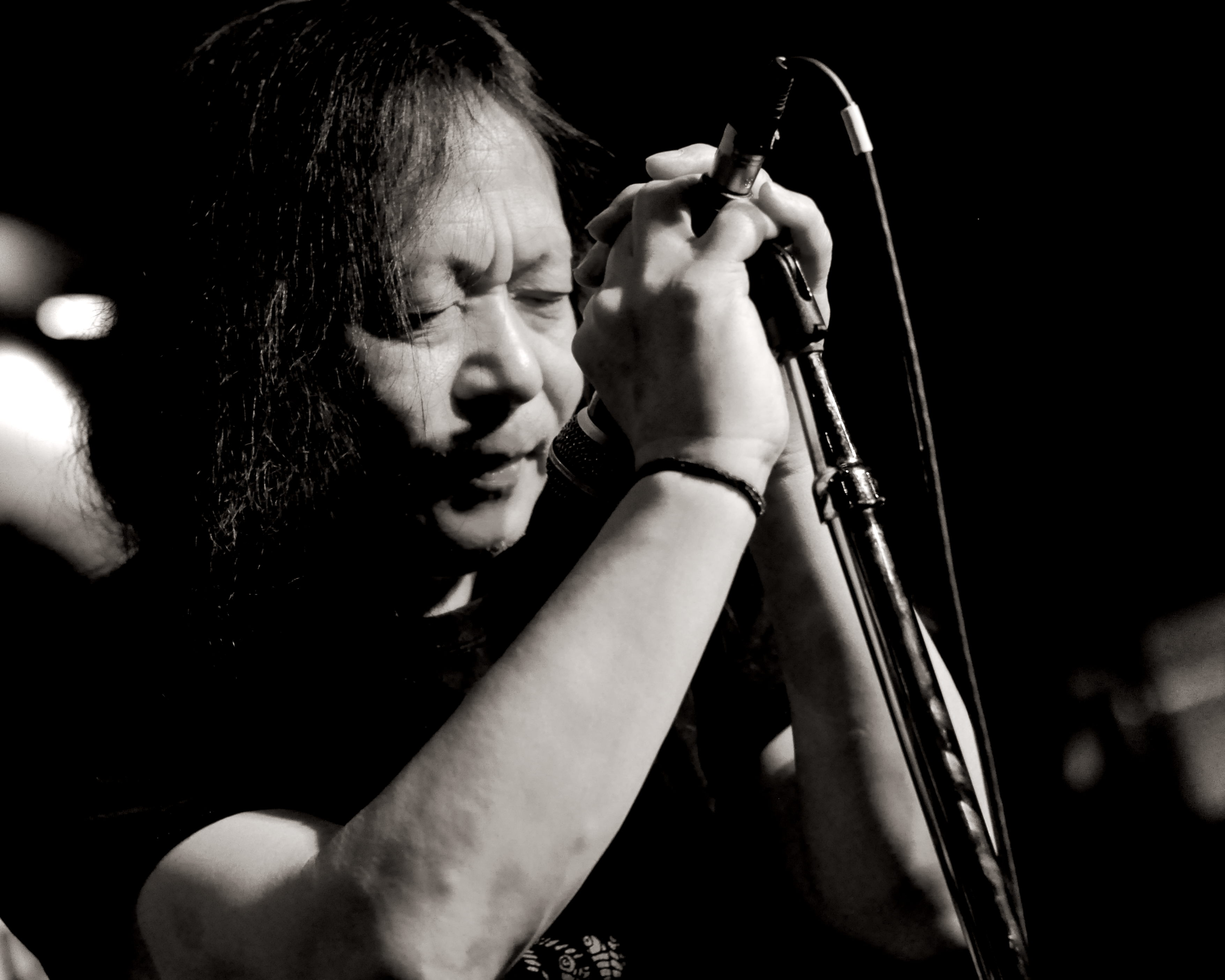
Damo Suzuki, 2012.

Kenji "Damo" Suzuki, född 16 januari 1950 i Kanagawa prefektur, död 9 februari 2024 i Köln, Tyskland, var en japansk sångare och låtskrivare, från 1970-talet verksam i Tyskland.

## Biografi
Suzuki föddes i Japan, men bosatte sig som tonåring i Europa. Holger Czukay och Jaki Liebezeit i den experimentella musikgruppen Can upptäckte honom 1970 då han uppträdde som gatumusiker i München; de erbjöd honom omgående plats som sångare i gruppen, då den ursprunglige sångaren Malcolm Mooney lämnat gruppen en kort tid innan.
Suzuki medverkade på Cans album Soundtracks (1970), Tago Mago (1971), Ege Bamyasi (1972) och Future Days (1973). Då han sjöng växlade han fritt mellan japanska, tyska och engelska. År 1973 lämnade Suzuki gruppen, gifte sig och blev ett Jehovas vittne. Han återupptog sin musikkarriär under 1980-talet, och framträdde därefter i olika konstellationer fram till sin död.